# Carl Robert Jakobson

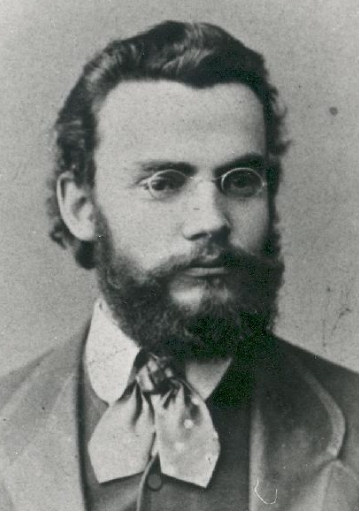
Carl Robert Jakobson

Carl Robert Jakobson (* 26. Juli 1841 in Tartu; † 19. März 1882 in Kurgja, heute Gemeinde Vändra, Kreis Lääne/Estland) war ein estnischer Publizist, Schriftsteller und Pädagoge. Als Pseudonym verwendete er den Namen Linnutaja.

## Frühe Jahre
Carl Robert Jakobson wurde als Sohn von Adam Jakobson geboren, der Lehrer an der Kirchspiel-Schule von Torma war. Sein jüngerer Bruder ist der Xylograph und Buchillustrator Eduard Magnus Jakobson (1847–1903).
Den ersten Unterricht erhielt Carl Robert Jakobson privat von seinem Vater sowie an der Schule von Torma. Von 1856 bis 1859 besuchte er das renommierte Seminar von Jānis Cimze in Valga.

## Pädagoge und Patriot
Ab 1859 arbeitete Jakobson als Nachfolger seines Vaters in der Schule von Torma. 1862 geriet er in Streitigkeiten mit dem örtlichen Pfarrer und dem Gutsherren. Er verließ daraufhin Torma. Jakobson fand Anstellung als Lehrer in Jamburg. Ab 1864 war er Haus- und Schullehrer in Sankt Petersburg. Ein Jahr später erhielt er die gymnasiale Lehrbefähigung für Deutsch und Literatur.
In Sankt Petersburg schloss sich Jakobson national gesinnten estnischen Kreisen an. Immer stärker verschrieb er sich der Publizistik. 1865 begann seine Zusammenarbeit mit der Zeitung Postimees und mit liberalen deutschbaltischen und russischen Blättern. 1868 wurde sein Antrag auf Zulassung einer estnischen Zeitung in Sankt Petersburg von den zaristischen Behörden abgelehnt. Jakobson nahm in dieser Zeit aktiv an der Gründung des Estnischen Literatenvereins (Eesti Kirjameeste Selts) teil, der von 1871 bis 1893 in Tartu estnische Sprache und Literatur förderte. 1868 und 1870 hielt Jakobson im Verein Vanemuine insgesamt drei patriotische Reden, die 1870 als Buch erschienen und großen Einfluss auf das nationale Erwachen in Estland hatten.

## Landwirtschaft
1871 siedelte Jakobson nach Tallinn über. Auch hier verweigerten ihm die Behörden die Gründung einer eigenen Zeitung. Von 1872 bis 1874 war er in Vändra als Publizist tätig. 1874 kaufte er in unmittelbarer Nähe das Gut Kurgja, auf dem er einen Musterbauernhof errichtete. Er wurde bald zum Präsidenten der landwirtschaftlichen Vereine von Pärnu und Viljandi gewählt. In seiner Tätigkeit setzte er sich für die Verbesserung der Landwirtschaft und eine stärkere rechtliche Stellung des estnischen Bauernstandes ein.

## Publizist
Ab 1878 war Jakobson bei der Zeitschrift Sakala in Viljandi tätig. In dem Blatt wurde sehr stark die damalige Unterdrückung der ländlichen Bevölkerung geschildert und die Adelsherrschaft angegriffen. Jakobson forderte auch eine stärkere Emanzipation des Schulwesens von der Kirche. Vor allem seine auf eine starke estnische Autonomie zielenden Aussagen wurden in Estland kontrovers diskutiert. Sie machten ihn zu einem der herausragendsten Figuren des Zeitalters des nationalen Erwachens der Esten.
1881 wurde Jakobson als Nachfolger von Jakob Hurt zum Präsidenten des Estnischen Literatenvereins gewählt. Er veröffentlichte in estnischer Sprache zahlreiche Anleitungen für estnische Bauern, die der Hebung der Volksbildung und der Steigerung des Ertrags dienen sollten. Daneben gab er zahlreiche Schulbücher für Volksschulen heraus, die pädagogisch besonders innovativ waren. Berühmt sind Jakobsons Ausgaben von Chorheften mit patriotischen estnischen Liedern sowie national gesinnten Gedichten. Sein Theaterstück Artur ja Anna (1872), das die Ungleichheiten in der Bevölkerung Estlands und Livlands anprangerte, wurde schnell berühmt.

## Würdigung
Carl Robert Jakobson war einer der bedeutendsten und radikalsten Vertreter des nationalen Erwachens der Esten. Mit seinen radikalen Forderungen wollte er die Gleichberechtigung der Esten erreichen. Seine Gegner waren die deutschbaltischen Adligen und ihre althergebrachten Privilegien. Carl Robert Jakobson war damit einer der Wegbereiter eines unabhängigen estnischen Staates.
Vor der Einführung des Euro in Estland war er auf dem 500 Kronen-Schein abgebildet. 1948 wurde ein ihm gewidmetes Museum in seinem Bauernhof in Kurgja eingerichtet. Denkmäler in Torma (1957) und Viljandi (1993) erinnern an ihn.

## Wichtigste Werke
- Kooli Lugemise raamatu (1867–1876)
- Uus Aabitsaraamat (1867)
- Veikene Geograafia (1868)
- Teadus ja Seadus põllul (1869)
- Wanemuine Kandle healed (Lieder für Chor, 1869–1871)
- C. R. Linnutaja laulud (Gesangheft, 1870)
- Rõõmus laulja (1872)
- Artur ja Anna (Theaterstück, 1872)
- Kuidas põllumees rikkaks saab (1874)
- Kuidas karjad ja nende saagid meie põllumeeste rikkuse allikaks saavad (1876)
- Sakala Kalender põllumeestele (1880)
- Helmed (Lesebuch, 1880)